# Alexandru Sorian
Alexandru Ioan Sorian (sinh ngày 5 tháng 1 năm 1991) là một cầu thủ bóng đá người România thi đấu cho Metalurgistul Cugir ở vị trí tiền vệ.